# ナンシー・ローパー
ナンシー・ローパー（Nancy Roper, 1918年 -　2004年10月5日）は、イギリスの著名な看護師、看護学者。イングランドのカンバーランド (現在のカンブリア州) 生まれ。1950年以降、教員に転じて看護専門学校で15年間教員を務め、1960年代から著述に専念。エジンバラ大学で修士号を取得。以後、チャーチル・リビングストン社とかかわりを深め、同社から著述を刊行。ウィニフレッド ・ローガン、アリソン・J・ティアニーと共に、エジンバラ大学で人間の生活行動に基づいた看護のローパー–ローガン–ティアニーモデルを構想したことで知られている。1974年から1978年まで、スコットランド家族・保健省で最初の看護研究専門官を務めたほか、WHOのヨーロッパ事務所でも研究活動を担当している。2004年10月5日、87歳でエジンバラで死去。

## 生活行動による看護モデル
ローパー、ローガン、ティアニーの看護モデルの出発点で、また同時に看護理論の起点となっているものは人間行動から考えを展開していくモデルで、著者たちの頭文字をつないで、RLTモデルとも呼ばれている。人は日々、あるいはその生涯を通してこのような行動を営んでおり、それが12項目に整理できるという。これが生活行動である。他の研究者たちのものは、日常生活行動というが、ローパーの場合は、「死ぬ」という行為も含まれており、そのため「日常」という表現がはぶかれている。この12項目は次の通りである。
- 安全な環境へ配慮する。
- コミュニケーションをとる。
- 呼吸する。
- 飲食を採る。
- 排泄する。
- 清潔な身なりをし、衣服を身に着ける。
- 体温の調節をする。
- 自分で動くことができる。
- 仕事をし、余暇を楽しむ。
- 自身を男性として、女性として意識し、そのように振舞う。
- 睡眠をとる。
- 死ぬ。

加えて、ローパーの周辺の看護学者たちはさまざまな身体的、心理的、社会・文化的、環境的なものや政治的・経済的な諸要因を通して人間の生活行動がさまざまに影響を蒙っており、それによって人の看護、介護への依存性や自立性の個人的なレベルが、決まってくるという考え方をしている。
概念的にはこの生活行動は、ヴァージニア・ヘンダーソンの看護モデルの14項目と類似点を持っている。モニカ・クローヴィンケル、リリアーネ・ユーヒリ、クリス・アドベルハルデン（Chris Abderhalden）のような看護研究者たちは、ローパーらのモデルを受け継ぎ、さらに発展させ、より精緻なものにしていった。なかでもクローウィンケルとユーヒリの業績は、この理論的な手掛かりをヨーロッパの看護界に広く紹介し、その評価を決定付けたという点で重要である。

## 著作
- Principles of Nursing. 1972 ISBN 0443009945
- Pocket Medical Dictionary. 1974 ISBN 0443010331
- Clinical Experience in Nurse Education. 1976 ISBN 0443014078
- Using a Model for Nursing. 1983 ISBN 0443026769
- Elements of Nursing: A Model for Nursing Based on a Model of Living. 1996 ISBN 0443052018
- Pflegeprinzipien im Pflegeprozess. 1997 ISBN 3456827768
- Winnifred Logan, Nancy Roper, Allison J. Tierney: Das Roper-Logan-Tierney-Modell. Basierend auf Lebensaktivitaten (LA).2002, ISBN 3-456-83597-3(ナンシー ・ローパー 、アリソン・J.・ティアニー 、ウィニフレッド ・ローガン『ローパー・ローガン・ティアニー看護モデル―生活行為に基づくイギリスの看護』日本看護協会出版会 2006年 ISBN 4818011134 )